# (200249) 1999 VS138
(200249) 1999 VS138 es un asteroide perteneciente al cinturón de asteroides, descubierto el 9 de noviembre de 1999 por el equipo del Spacewatch desde el Observatorio Nacional de Kitt Peak, Arizona, Estados Unidos.

## Designación y nombre
Designado provisionalmente como 1999 VS138.

## Características orbitales
1999 VS138 está situado a una distancia media del Sol de 2,752 ua, pudiendo alejarse hasta 3,229 ua y acercarse hasta 2,275 ua. Su excentricidad es 0,173 y la inclinación orbital 9,937 grados. Emplea 1668,32 días en completar una órbita alrededor del Sol.
El próximo acercamiento a la órbita terrestre se producirá el 24 de mayo de 2021.

## Características físicas
La magnitud absoluta de 1999 VS138 es 15,9. Tiene 4 km de diámetro y su albedo se estima en 0,05.